# ظهر (فیلم)
ظهر (به انگلیسی: True Noon) یا قیام روز، یک فیلم محصول تاجیکستان است.